# Стівенс (округ, Міннесота)
Шаблон:StateAbbr_ 45°35′ пн. ш. 96°00′ зх. д. / 45.58° пн. ш. 96° зх. д.
Округ  Стівенс (англ. Stevens County) — округ (графство) у штаті  Міннесота, США. Ідентифікатор округу 27149.

## Історія
Округ утворений 1862 року.

## Демографія
За даними перепису 
2000 року 
загальне населення округу становило 10053 осіб, зокрема міського населення було 4863, а сільського — 5190.
Серед мешканців округу чоловіків було 4869, а жінок — 5184. В окрузі було 3751 домогосподарство, 2367 родин, які мешкали в 4074 будинках.
Середній розмір родини становив 2,99.
Віковий розподіл населення поданий у таблиці:
| Стать    | До 15 років | 15-21 | 22-29 | 30-39 | 40-49 | 50-65 | 65-85 | Понад 85 |
| -------- | ----------- | ----- | ----- | ----- | ----- | ----- | ----- | -------- |
| Чоловіки | 865         | 936   | 515   | 524   | 707   | 631   | 616   | 75       |
| Жінки    | 840         | 1096  | 434   | 509   | 680   | 607   | 821   | 197      |

## Суміжні округи
- Грант — північ
- Дуглас — північний схід
- Поуп — схід
- Свіфт — південь
- Біг-Стоун — південний захід
- Траверс — північний захід

## Виноски
1. ↑  US Decennial Census. US Census Bureau. Архів оригіналу за 26 квітня 2015. Процитовано 25 жовтня 2014.
2. ↑  Historical Census Browser. University of Virginia Library. Архів оригіналу за 11 серпня 2012. Процитовано 25 жовтня 2014.
3. ↑  Population of Counties by Decennial Census: 1900 to 1990. US Census Bureau. Процитовано 25 жовтня 2014.
4. ↑  Census 2000 PHC-T-4. Ranking Tables for Counties: 1990 and 2000 (PDF). US Census Bureau. Процитовано 25 жовтня 2014.
5. ↑  State & County QuickFacts. Бюро перепису населення США. Архів оригіналу за 7 червня 2011. Процитовано 1 вересня 2013. [Архівовано 2011-06-07 у Wayback Machine.](англ.) Наведено за англійською вікіпедією.
6. ↑  American FactFinder. Бюро перепису населення США. Архів оригіналу за 26 лютого 2012. Процитовано 31 січня 2008. [Архівовано 2008-05-21 у Wayback Machine.]

| США | Це незавершена стаття з географії США. Ви можете допомогти проєкту, виправивши або дописавши її. |